# 模擬理論
模擬理論（英語：simulation theory）或模拟假说（simulation hypothesis）提出，我们所有的存在可能都是模拟的现实，例如计算机模拟。模拟中可以包含有意识的思维，这些意识可能知道也可能不知道自己生活在模拟中。这与当前技术上可实现的虚拟现实概念截然不同，虚拟现实很容易与现实經驗区分开来，而模拟现实很难或不可能与“真实”现实区分。该话题从哲学论述到计算的实际应用，都有很多争论。
现今流行的模拟假说版本由尼克·博斯特罗姆推广，与整个哲学史上的各种其他怀疑论有不少相似之处。
认为该假说能够与所有人类感知经验相容的观点，以哲学怀疑论的形式产生了重大的认识论后果。该假说的不同版本也出现在科幻小说和电影中作为核心情节装置出现。
博斯特罗姆推广的假说非常有争议，例如，理论物理学家萨宾·霍森费尔德称其为伪科学，而宇宙学家George F. R. Ellis则表示“（该假说）从技术角度看完全不切实际”，并且“主角们似乎把科幻小说和科学混为一谈了。深夜酒吧的讨论并不是可行的理论。”

## 起源
“现实是一种幻觉”这一论点有着悠久的哲学和科学历史。这种怀疑论的假说可以追溯到古代。例如，庄子的梦蝶，或印度的摩耶哲学，或古希腊哲学中的阿那克萨图斯和摩尼穆斯，都把存在的事物比作假象，认为它们和做梦或发疯时所经历的印象类似。
阿兹特克哲学认为世界是由泰奥特尔人写的一幅画或一本书。
尼采在其1886年出版的《善惡的彼岸》一书中谴责哲学家试图在欺骗性的表象世界背后寻找真实的世界。
认为真理比外表更有价值，这只不过是一种道德偏见。事实上，这是世界上已经证实最糟糕的假定……为什么我们关心的世界不可能是虚构的？

## 哲学

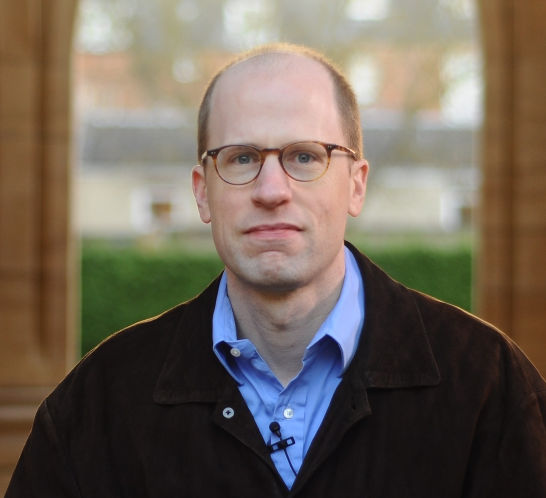
尼克·博斯特罗姆，2014 年

尼克·博斯特罗姆的前提：
许多科幻作品以及一些严肃的技术专家和未来学家都预言，未来将有大量可供使用的算力。我们暂且假设这些预测是正确的。后代可能会用他们超级强大的计算机运行他们的祖先或类似于他们祖先的人的详细模拟。因为他们的计算机非常强大，所以他们可以运行很多这样的模拟。假设这些模拟人是有意识的（如果模拟足够精细，并且心灵哲学中某种被广泛接受的立场是正确的，那么他们就是有意识的）。那么，像我们这样的大多数思想可能不属于原始种族，而是属于原始种族的先进后代模拟出来的人。
尼克·博斯特罗姆的结论：
那么我们就有可能认为，既然如此，我们很可能是在模拟的头脑中，而不是在原始的生物头脑中，便是一种理性的想法。
因此，如果我们不认为我们目前生活在计算机模拟中，我们就没有资格相信我们的后代会对他们的祖先进行大量这样的模拟。——Nick Bostrom，Are You Living in a Computer Simulation?, 2003

### 模拟论证
哲学家尼克·博斯特罗姆提出了一个扩展的论证，以检验现实皆为模拟的可能性。他的论点指出，以下陈述中很可能至有少一项是正确的：
1. 人类文明或类似的文明不太可能达到能够产生模拟现实的技术成熟度，或者这种模拟在物理上是不可能构建的。[13]
2. 出于某种原因，达到上述技术状态的类似文明可能不会模拟大量的现实（即可能使数字实体的数量超出宇宙中“真实”实体数量的模拟），例如将电脑的算力投入其他工作、出于道德考虑而不模拟意识等。[13]
3. 任何具有我们一般经验的实体几乎肯定都生活在模拟中。[13]
4. 我们生活在一个后人类还没有发展起来的现实中，我们实际上就生活在现实中。[13]
5. 我们将无法知道我们生活在模拟中，因为我们的技术永远达不到发现模拟现实的痕迹的水平。[14]

博斯特罗姆的论点基于这样的前提：只要有足够先进的技术，就可能在不借助數碼物理學情况下模拟拥挤的地球表面。模拟意识所经历的感质与自然发生的人类意识的感受性相当或相同，而且只要在现实中花费少量的算力资源，就能模拟出一个甚至多个层级。
首先，博斯特罗姆认为，如果假设在发展出这种技术之前，人类不会被毁灭，也不会自我毁灭，且人类后代的道德和法律允许它们模拟生物圈或历史上的生物圈，那么一口咬定现今我们属于真正的生物，便是没有道理的，因为人工模拟的数量迟早会远远超过生物数量。
从认识论上说，判断我们是否生活在模拟中并非不可能。例如，博斯特罗姆建议可以弹出一个窗口说：“你生活在模拟中。点此查看更多信息。”然而，模拟环境的缺陷可能很难被当地居民识别，并且出于真实性的目的，即使被公开揭露，模拟记忆也可能被以编程方式清除。尽管如此，若出现任何证据，无论是对怀疑性假说有利还是不利，都将从根本上改变上述概率。
2003年，尼克·博斯特罗姆提出了一个称为“模拟论证”的三难困境。尽管名字如此，这个“模拟论证”并没有直接论证人类生活在模拟中；相反，博斯特罗姆的三难困境认为，三个看似不太可能的命题中，几乎肯定有一个是正确的：
1. “能达到后人类阶段（即能够运行高保真祖先模拟的人类水平文明的比例）的和人类相似的文明的比例非常接近于0”，或者
2. “后人类文明中对模拟其进化史或其变体感兴趣的比例非常接近于0”，或者
3. “在所有拥有我们这种经历的人中，生活在模拟环境中的比例非常接近于1。”

三难困境指出，技术成熟的“后人类”文明将拥有巨大的计算能力；如果他们中的一小部分人要运行“祖先模拟”（即对祖先生活的“高保真”模拟，模拟祖先与现实无法区分），则模拟祖先或“模拟人”的总数，在宇宙（或多重宇宙，若有）中将大大超过实际祖先的总数。
博斯特罗姆继续引用一种人择推理声称，如果第三个命题是对的那个，几乎所有人都生活在模拟中，那么人类几乎肯定生活在模拟中。
博斯特罗姆声称自己的论点超越了古典“怀疑性假说”，表示：“……我们有有趣的经验理由相信，关于世界的某种选言命题是正确的”，三个选言命题中的第三个是我们是几乎可以肯定自己活在模拟中。因此，博斯特罗姆和与之观点一致的作者，如戴维·查尔莫斯，认为“模拟假说”可能有经验原因，因此模拟假说不是怀疑论假说，而是“形而上学假说”。博斯特罗姆表示，他个人认为这三个三难命题中哪一个才是正确的没有强有力的论据：“如果1为真，那么我们几乎肯定会在到达后人类之前灭绝。如果2为真，那么先进文明的进程之间必定存在强大的趋同性，这些文明中因而几乎没有任何个体愿意且能够自由地模拟祖先。如果3为真，那么我们几乎肯定生活在模拟中。在我们当前无知的黑暗森林中，认为概率在1、2和3之间大致平分似乎是明智的……我注意到，听到模拟论证的人经常会这样反应：“是的，我接受这个论证，而且很明显，第n个是对的。”但不同的人会选择不同的n。有些人认为显然1是对的，但另一些人会认为2是对的，还有一些人认为3是对的。”
作为三难困境的推论，博斯特罗姆指出：“除非我们现在生活在模拟中，否则我们的后代几乎肯定永远不会模拟祖先。”

### 对博斯特罗姆人择推理的批评
博斯特罗姆认为，如果“所有具有我们这种经历的人中，生活在模拟中的比例非常接近1”，那么就可以得出结论，人类可能生活在模拟中。一些哲学家不同意这点，提出也许“模拟人”不像非模拟人类那样有意识体验，或者对于人类来说，自己是人类而不是模拟人这点是不证自明的。哲学家巴里·丹顿（Barry Dainton）以“神经祖先模拟”（范围从缸中的大脑，到遥远未来的人类，能够激发高保真幻觉，使自己认为他们是远祖）来替代博斯特罗姆的“祖先模拟”，其理由是每个哲学思想流派都会同意，足够高科技的神经祖先模拟的体验，与非模拟体验是无法区分的。即使高保真计算机模拟人永远不会有意识，丹顿的推理也得出以下结论：达到后人类阶段，且能够、愿意运行大量神经祖先模拟的人类文明的比例接近于零，或者可能存在某种（可能是神经的）祖先模拟。
一些学者断然拒绝人择推理，或者对其不感兴趣，将其视为“纯粹是哲学的”、不可证伪的或根本上非科学的。
一些评论家提出，模拟可能是在第一代，而终将被创建的模拟人现在还不存在。
宇宙学家肖恩·M·卡罗尔认为，模拟假说导致了一个矛盾：如果人类如假设那样是典型的，且没有进行模拟的能力，那么这就与论证者的假设相矛盾，即我们很容易预见到其他文明很可能进行模拟。
物理学家弗朗克·韦尔切克提出了实证反对意见，称宇宙法则隐藏着复杂性，这种复杂性“无任何用处”，且定律受时间和地点的限制——所有这些在模拟中都是非必要且无关的。他还认为，由于模拟这个宇宙的基础现实的本质存在“令人尴尬的问题”，模拟论点就相当于“乞題”。“好吧，如果这是一个模拟世界，那么它是由什么东西构成的？它有什么定律吗？”
有人认为，人类不会是被模拟的对象，因为模拟论证已经假设，运行模拟的是人类的后代。换句话说，有人认为人类生活在模拟宇宙中的概率并不独立于其他宇宙存在的先验概率。

### 从三难困境内部反对模拟假说的论点
一些学者认可三难困境，认为第1、2个命题是正确的，而第3个命题（人类生活在模拟中的命题）是错误的。物理学家保罗·戴维斯使用博斯特罗姆的三难困境，将其作为反对近乎无限的多重宇宙論的一个可能论证的一部分。这个论证是这样的：如果存在一个近乎无限的多重宇宙，就会有后人类文明运行祖先模拟，这将推导出人类生活在模拟中这一站不住脚、在科学上弄巧成拙的结论；因此，根据歸謬法，现有的多重宇宙论很可能是错的。（与博斯特罗姆和查尔默斯不同，戴维斯（等人）认为模拟假说是站不住脚的。）
一些人指出，目前没有任何技术证据可以推动实现足够高保真度的祖先模拟。此外，没有证据表明后人类文明在物理上创造这样的模拟是可能或可行的，因此目前来看，第1个命题必须是正确的。此外算力也不是无限的。
物理学家马塞洛·格莱泽（Marcelo Gleiser）反对后人类有理由运行模拟宇宙的观点：“……既然如此先进，他们早就收集关于过去的足够的知识，因此对这种模拟没有兴趣……他们可能拥有虚拟现实博物馆，可以去里面体验祖先的生活和苦难。但是对整个宇宙进行全面的、耗费资源的模拟？听起来是巨大的时间浪费。”格莱泽还指出，模拟没有合理的理由停在一个层级上，因此模拟的祖先也可能在模拟他们的祖先，依此类推，从而产生类似于“第一因问题”的无穷回溯。
2019年，哲学家普雷斯顿·格林（Preston Greene）提出，最好不要去了解我们是否生活在模拟中，因为如果发现假说是正确的，这种知识可能会导致模拟终止。
格林的建议与道格拉斯·亚当斯在他1979年的小说《银河系漫游指南》中提出的幽默想法类似：如果宇宙中有人真正弄清楚了“生命、宇宙和一切的意义”，它就会立即消失并被“更加复杂和不可捉摸”的东西取代。
经济学家罗宾·汉森（Robin Hanson）认为，高保真模拟中自私的住户应该努力变得有趣且值得赞扬，以免被终止或被分流到模拟的无意识、低保真部分。汉森还推测，如果一个人意识到自己可能处于模拟之中，他可能会更不关心他人，而更多地活在当下：“你为退休储蓄或帮助埃塞俄比亚穷人的动机，可能会因为意识到你永远不会退休，也没有埃塞俄比亚而减弱。”
除了试图评估模拟假说的真伪之外，哲学家还用它来说明其他哲学问题，特别是在形而上学和认识论中。戴维·查尔莫斯认为，模拟生物可能想知道，若事实上心理生活是单独模拟的（实际上不受模拟物理的控制），他们的心理生活还是否受到环境物理的控制。查尔默斯声称，他们最终可能会发现自己的思想并不是由物理原因引起的，并认为这意味着笛卡尔二元論未必像通常认为的那样存在哲学观点的问题，尽管他并不担保这是对的。关于人格同一性哲学观点也提出了类似的论点，即认为一个人过去可能是另一个人，以及关于感质的观点，即颜色可能会出现与实际不同的情况（倒置光谱场景）。这两种情况下，心理生活与模拟物理需要以不同的方式联系起来。

### 计算主义
计算主义是一种心灵哲学理论，认为認知是计算的一种形式。它与模拟假说的关联在于，它说明了模拟如何根据“模拟人”的要求使模拟能够包含有有意识主体。例如，众所周知，物理系统可以被模拟到一定的精度。如果计算主义是正确的，并且如果生成人工意識或认知没有问题，那么模拟现实的理论可能性就将成立。然而，认知与意识的现象感质之间的关系是有争议的。意识可能需要计算机无法提供的重要基础，而模拟的人虽然行为合理，但却是哲學殭屍。这将动摇尼克·博斯特罗姆的模拟论证的基础；如果我们所知的意识不能被模拟，那么我们就不可能是模拟的意识。然而，怀疑论假说仍然成立，即使意识无法被模拟，我们仍然可以是缸中之脑，作为有意识之物，存在于模拟环境中。
一些理论家认为，如果计算主义和数学实在论（或激进数学柏拉图主义）版本的“意识就是计算”是正确的，那么意识就是计算，原则上它是独立于平台的，因此认可了模拟。这个论点指出，“柏拉图王国”或终极系综将包含所有算法，包括那些实现意识的算法。汉斯·莫拉维克探索了模拟假说，并提出了一种数学柏拉图主义，其中每个物体（例如一块石头）都可以视为实现了每种可能的计算。

## 物理学
物理学中，惠勒首先观察到了宇宙及其运作方式作为信息潮起潮落的观点。因此，出现了两种世界观：第一种认为宇宙是一台量子计算机，而另一种则认为执行模拟的系统与其模拟（宇宙）不同。对于前一种观点，量子计算专家戴夫·培根写道：
在许多方面，这种观点可能只不过是计算概念是我们这个时代的疾病这一事实的结果——今天我们到处都能看到计算机、计算和信息论的例子，因此我们将其推断为我们的物理定律。事实上，考虑到计算是由有缺陷的组件产生的，似乎使用完美运行的计算机的抽象除了柏拉图式的理想之外不太可能存在。对这种观点的另一个批评是，没有证据表明计算机具有某种数字化特征，也没有任何主张这种观点的人做出的经实验证实的预测。

### 假说的物理检验
2012年，波恩大学（现位于西雅图华盛顿大学）物理学家塞拉斯·R·比恩（Silas R. Beane）以及该大学的祖赫里·達沃迪（Zohreh Davoudi）和馬丁·J·薩維奇（Martin J. Savage）在一篇联合论文中提出了一种测试一种模拟假设的方法华盛顿、西雅图。 在计算资源有限的假设下，对宇宙的模拟将通过将连续时空划分为一组离散的点来进行，这可能会产生可观察到的效应。与当今晶格规范理论家根据强相互作用的基础理论（称为量子色动力学）构建原子核的微型模拟类似，他们的工作中研究了网格状时空的几个观测结果。提出的特征之一是超高能宇宙射线分布的各向异性，如果观察到，将与这些物理学家的模拟假设一致。  2017 年，坎贝尔等人。在他们的论文《论测试模拟理论》中提出了几个旨在测试模拟假设的实验。 

### 模拟现实在任何具体意义上皆不可证明
所谓嵌套模拟的想法指，模拟现实的存在，在任何具体意义上都是不可证明（也不可证伪）的，因为论证存在无穷回溯问题：任何直接观察到的证据本身，都可能是另一个模拟。
即使我们是一个模拟现实，也无法确定运行模拟的生物本身不是模拟，以及该模拟的操作者是不是模拟。
递归模拟中，模拟或模拟中的实体会创建同一模拟的另一实例，运行之并使用其结果（Pooch和Sullivan，2000）。

## 支持者
特斯拉和SpaceX的首席执行官埃隆·马斯克坚信模拟假说。马斯克在乔·罗根的播客中表示：“如果你假设进步以任何速度发生，那游戏终究会与现实无法区分”，然后得出“我们很可能处于模拟之中”的结论。马斯克还在其他各种新闻发布会和活动中推测，我们生活在模拟现实或其他人制造的计算机中的可能性约为99.9%，并在2016年的一次采访中表示，他相信“我们有十亿分之一的机会”处于基本现实中。”
天体物理学家奈爾·德葛拉司·泰森是该假说的另一位知名支持者，他在接受NBC新聞采访时称，该假说是正确的，给出了“大于50-50的可能性”，并补充道：“我希望能提出强有力的论据来反对它，但一无所获。”然而，在随后在 YouTube的StarTalk节目中接受Chuck Nice采访时，泰森表示，他的朋友、普林斯顿大学天体物理学教授约翰·理查德·戈特使他产生了对模拟假说的强烈反对。这一反对意见指出，高保真模拟宇宙的各种假说的共同特征是假定有产生高保真模拟宇宙的能力。由于我们当前的世界不具备这种能力，这意味着要么我们是真实的宇宙，因此尚未创建模拟宇宙，要么我们是模拟宇宙很长的链条中的最后一个，这一观察使得模拟假说看起来不太可能。对于这一反对意见，泰森表示“这改变了我的生活”。

## 哲学中的其他说法

### 梦境论证
“现实是一种幻觉”这一基本论点有着悠久的哲学和科学历史。这种怀疑论假说可以追溯到古代。例如，庄子的梦蝶，或印度的摩耶哲学，或古希腊哲学中的阿那克萨图斯和摩尼穆斯，都把存在的事物比作假象，认为它们和做梦或发疯时所经历的印象类似。
夢可以认为是一种能够骗过睡着的人的模拟。因此，伯特兰·罗素认为，“梦境假说”并非逻辑上不可能，但是常理以及对简单性的考虑和最佳解释推断否定了它。他是公元前4世纪的中国哲学家庄子是最早怀疑现实与梦境区别的哲学家之一。这一问题即著名的“庄周梦蝶”，内容如下：
昔者莊周夢為胡蝶，栩栩然胡蝶也。自喻適志與！不知周也。俄然覺，則蘧蘧然周也。不知周之夢為胡蝶與？胡蝶之夢為周與？周與蝴蝶則必有分矣！此之謂物化。
这一论点的哲学基础也由笛卡尔提出，他是最早提出这一论点的西方哲学家之一。他在《第一哲學沉思集》中指出：“……没有任何迹象表明我们可以清楚地区分清醒和睡眠”，并继续得出结论：“我现在可能正在做梦，而且我的所有知觉都是假的。”
Chalmers (2003) 讨论了梦境假说，并指出梦境假说有两种不同的形式：
- 人目前在做梦，其中，他对世界的许多信念都是不正确的；
- 人一直在做梦，其中，他感知到的事物实际上存在，但是是在他的想象中。[51]

梦论证和模拟假说都可以视为怀疑性假说。一些人认为，精神错乱是个人对现实世界产生没有物理基础的知觉的另一种精神状态，不过精神病在现实世界中可能有物理基础，并且解释各不相同。
在《论确定性》一书中，哲学家路德维希·维特根斯坦认为，这种怀疑论假说是无意义的，因为他们质疑了理解假说本身所需的知识。
梦境假说还被用来发展其他哲学概念，例如瓦尔伯格的个人视野：如果这一切都是梦境，那么这个世界是什么样的？
清醒梦是一种将做梦和醒来的元素结合在一起的概念，这种状态下，人知道自己正在做梦，或者可能是醒着的。

### 现代哲学
乔治·贝克莱（1685-1753）以其“非物质主义”（后来被其他人称为主观唯心主义）将模拟假说的一个版本理论化为勒内·笛卡尔哲学论证的一部分，后来由汉斯·莫拉维克提出。
- 勒内·笛卡尔（1596-1650）及其“邪恶魔鬼”概念，有时也被称为“邪恶天才”[57]

- 阿兹特克哲学（英语：Aztec philosophy）认为世界是由泰奥特尔人（英语：Teotl）写的一幅画或一本书。[10]

- 尼采在《善惡的彼岸》一书中谴责哲学家试图在欺骗性的表象世界背后寻找真实的世界。

认为真理比外表更有价值，这只不过是一种道德偏见。事实上，这是世界上已经证实最糟糕的假定……为什么我们关心的世界不可能是虚构的？

### 与唯我论的关系
历史上，怀疑论在哲学讨论的演变中发挥了重要作用，特别是在本体论、形而上学、知识论和科学哲学领域。感知、知识和思想的错误性已经通过多种论证进行了探讨。唯我論是这些领域争论的共同点，也是促使这些困境进一步讨论的极端案例。
缸中之脑是另一个相关的哲学思想实验，它也探讨了认识论问题，即关于我们观察到的世界的哪些知识是能够获得的。

## 流行文化
五十多年来，科幻小说一直聚焦于虚拟现实、人工智能和计算机游戏等主题。
艾萨克·阿西莫夫的《玩笑者》 （Jokester，1956）探讨了这样一种观点：幽默实际上是外星人研究人类时从外部施加的一种心理研究工具，类似于人类研究老鼠的方式。 Daniel F. Galouye的《Simulacron-3》 （1964）讲述了一个为市场研究目的而开发的计算机模拟虚拟城市的故事，其中模拟的居民拥有意识；除了一名居民外，所有居民都不知道他们世界的本质。这本书被由赖纳·维尔纳·法斯宾德执导，拍成德国电视电影《世界旦夕之间》（1973）。电影（1999）也大致改编自这本书。 《记忆公司》（We Can Remember It for You Wholesale）是美国作家菲利普·狄克的短篇小说，于1966年4月首次发表在《幻想与科幻小说杂志》上，是1990年电影及其2012年翻拍版的基础。1983年的电视电影《记忆银行透支》（Overdrawn at the Memory Bank）中，主角花钱让自己的思维与模拟连接起来。
1999 年的电影中也运用了同样的主题，该片描绘了一个人工智能机器人在当代世界的模拟世界中奴役人类的世界。2012年的戏剧《电路世界》（World of Wires）部分灵感来自博斯特罗姆关于模拟假说的论文。 
动画情景喜剧《瑞克和莫蒂》的 2014 年剧集《M. Night Shaym-Aliens!》描绘了一种试图困住两个名义上的主角的低质量模拟，但由于操作不如正常“真实”操作的“真”，模拟很快就穿帮了。
2022 年 Netflix史诗、时代、悬疑、科幻片《1899》由Jantje Friese和Baran bo Odar创作，讲述了一个模拟场景的未完成故事，在该场景中，多人发现自己处于多重性和同时性的环境中。故事情节涉及失忆症，似乎是为了保护模拟的完整性，正如哲学家普雷斯顿·格林所说的那样。

## 其他參考文獻
- Are We Living in a Computer Simulation? （页面存档备份，存于）—Nick Bostrom's Simulation Argument webpage
- Techniques for programming a Simulation Universe at the Planck level （页面存档备份，存于）
- Grupp, Jeff. . Metaphysica. 2021-09-01, 22 (2): 189–221  [2023-06-28]. S2CID 237494519. doi:10.1515/mp-2020-0014. （原始内容存档于2022-12-27）.

## 延伸閲讀
- "Are We Living in a Simulation?" BBC Focus magazine, March 2013, pages 43–45. Interview with physicist Silas Beane of the University of Bonn discussing a proposed test for simulated reality evidence. Three pages, three photos, including one of Beane and a computer-generated scene from the film The Matrix. Publisher: Immediate Media Company, Bristol, UK.
- Conitzer, Vincent. "A Puzzle About Further Facts". Open access version of article in Erkenntnis.
- Campbell, Tom; Houman Owhadi, Joe Sauvageau, David Watkinson: "On testing the simulation theory". arXiv:1703.00058.
- Lev, Gid'on. Life in the Matrix （页面存档备份，存于）. Haaretz Magazine, April 25, 2019, page 6.
- Merali, Zeeya. "Do We Live in the Matrix?" Discover, December 2013, pages 24–25. Subtitle: "Physicists have proposed tests to reveal whether we are part of a giant computer simulation."